# Amelie Groß
Amelie Groß (* 1. Jänner 1987 in Salzburg) ist eine österreichische Unternehmerin und ehemalige Vizepräsidentin der Wirtschaftskammer Österreich (WKO).

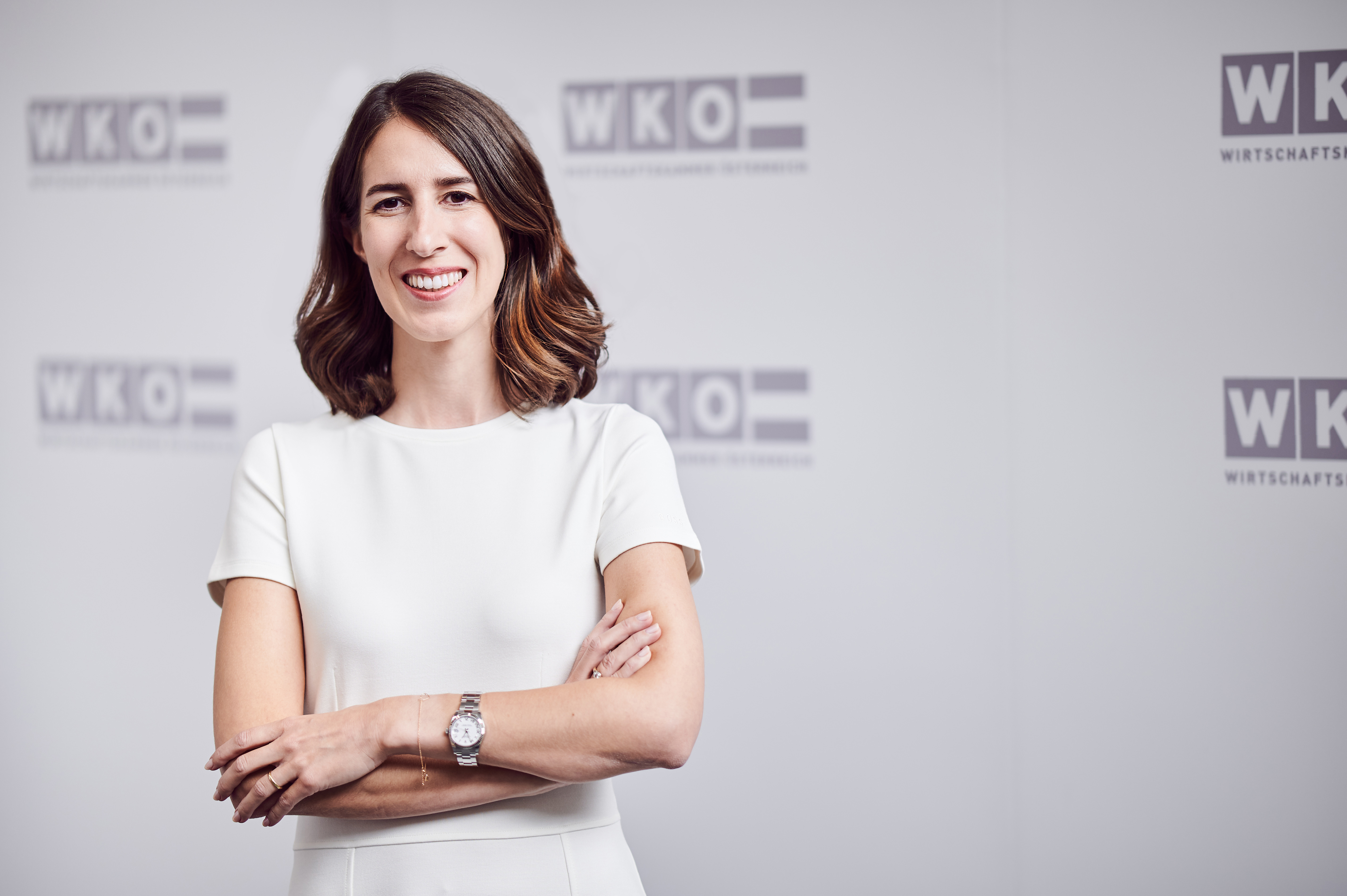
WKÖ-Vizepräsidentin Amelie Groß (2020)

## Leben
Nach der Matura am Bundesgymnasium Nonntal in Salzburg studierte Amelie Groß Rechtswissenschaften an der Universität Salzburg. Sie schloss das Studium 2010 mit einer Diplomarbeit über Medienrecht ab.
Es folgten Auslandsaufenthalte als Mitarbeiterin im AußenwirtschaftsCenter Washington D.C. (2010), Generalkonsulat Los Angeles (2011) und Spanien. Anschließend war sie Rechtspraktikantin am Oberlandesgericht Wien (2011/2012). Danach stieg Groß bei der Inkasso Merkur GmbH ein und übernahm den in dritter Generation geführten Familienbetrieb.
Sie engagierte sich neben ihrem Unternehmen bei der Jungen Wirtschaft und wurde 2012 in den Bundesvorstand gewählt. Von 2014 bis 2016 setzte sie sich als stellvertretende Bundesvorsitzende für die Themen Familienunternehmen, Unternehmensnachfolge und Entbürokratisierung ein. 2016 kandidierte Groß für den Bundesvorsitz der Jungen Wirtschaft und wurde zur Bundesvorsitzenden für die Jahre 2017 und 2018 gewählt.
In dieser Zeit warb sie mit der Kampagne „Mission Breitband“ für den Ausbau der digitalen Infrastruktur in Österreich, sowohl in urbanen als auch ländlichen Regionen. In der Videoreihe „Jungunternehmer im Fokus“ zeigte die Junge Wirtschaft, wie sich Digitalisierung in Unternehmen implementieren lässt. Weitere Schwerpunkte waren die Aus- und Weiterbildung von Fachkräften und die Verbesserung der steuerlichen Rahmenbedingungen für junge Selbstständige.
Von Juni 2020 bis Juni 2025 war Groß Vizepräsidentin der Wirtschaftskammer Österreich. In dieser Funktion setzte sie sich insbesondere für die Themen Innovation, Digitalisierung, Unternehmertum und die Stärkung des Wirtschaftsstandorts Österreich ein.

## Privatleben
Amelie Groß ist verheiratet und lebt in Salzburg und Wien.